# Liste der denkmalgeschützten Objekte in Haus (Steiermark)
Die Liste der denkmalgeschützten Objekte in Haus enthält die 11 denkmalgeschützten, unbeweglichen Objekte der Gemeinde Haus im steirischen Bezirk Liezen.

## Denkmäler
| Foto |                 | Denkmal                                                                                       | Standort                            | Beschreibung | Metadaten |
| ---- | --------------- | --------------------------------------------------------------------------------------------- | ----------------------------------- | --- | --- |
| ja   | Datei hochladen | Bauernhof, Herzmaierhof HERIS-ID: 37175 Objekt-ID: 36255                                      | Kaiblingstraße 12 Standort KG: Haus | Der Herzmaierhof (auch Herzmeierhof) wurde 1074 urkundlich erwähnt und ist damit der älteste Hof des oberen Ennstals. Seit dem 16. Jahrhundert ist die Familie Herzmeier als Besitzer überliefert, der Name ist allerdings 1745 erloschen. Der Hof wurde nach dem Brand von 1750 wieder aufgebaut, das Erdgeschoß ist gemauert und die Obergeschoße aus Holz, darüber flaches Satteldach. Die Firstpfette ist mit 1752 bezeichnet. Über dem Torbogen ein Stuckrahmen mit einem Fresko Heiliger Wandel, daneben die hl. Petrus und Florian, laut Inschrift aus dem 18. Jahrhundert. Der Hof wurde 1857, 1926, 1966 und zuletzt 1976 restauriert. | BDA-Hist.: Q37974347 Status: Bescheid Stand der BDA-Liste: 2025-06-30 Name: Bauernhof, Herzmaierhof GstNr.: .53 Farmhouse Herzmaierhof, Haus im Ennstal                                        |
| ja   | Datei hochladen | Kath. Pfarrkirche hl. Johannes d. T. und Friedhof HERIS-ID: 51513 Objekt-ID: 57183            | Kirchengasse Standort KG: Haus      | → Hauptartikel : Pfarrkirche Haus im Ennstal f1 | BDA-Hist.: Q38045576 Status: § 2a Stand der BDA-Liste: 2025-06-30 Name: Kath. Pfarrkirche hl. Johannes d. T. und Friedhof GstNr.: .52/1, 71 Pfarrkirche hl. Johannes d. T., Haus im Ennstal    |
| ja   | Datei hochladen | Friedhofskapelle, Katharinenkapelle HERIS-ID: 88754 Objekt-ID: 103338                         | Kirchengasse Standort KG: Haus      | Die Katharinenkapelle wurde Anfang des 15. Jahrhunderts erbaut (die Weihe erfolgte vor 1422), durch einen Brand 1917 beschädigt und 1961–1964 restauriert. Die Kirche ist zweigeschoßig, das Untergeschoß ist ein zweijochiger Karner mit geradem Abschluss und Kreuzgewölbe. Das Obergeschoß ist zweijochig mit einem Netzrippengewölbe (Zweiparallelrippen), der stärker eingezogene 5/8-Chor trägt Kreuzrippen auf Konsolen. Maßwerkfenster. Die Wandmalereien sind mit 1616 datiert und zeigen die Marienkrönung, Heilige und Kirchenväter. Auf der Südseite außen ein auf einer Konsole hockendes Männchen. Das romanische Kruzifix aus der Zeit um 1150 stammt aus Oberhaus, ein Altarfragment mit dem Bild des hl. Sebastian aus der Mitte des 17. Jahrhunderts. Die Statuen der Schmerzhaften Muttergottes und von Engeln stammen von Balthasar Prandtstätter, die Engel lt. Chronogramm von 1743. Barocke Bilder der 14 Nothelfer. Ein Gemälde mit dem hl. Florian ist mit 1739 datiert und zeigt eine Ansicht von Haus vor dem Brand von 1750. | BDA-Hist.: Q37727559 Status: § 2a Stand der BDA-Liste: 2025-06-30 Name: Friedhofskapelle, Katharinenkapelle GstNr.: .52/2 Katharinenkapelle, Haus im Ennstal                                   |
| ja   | Datei hochladen | Ehem. Zehentspeicher, Museum HERIS-ID: 88756 Objekt-ID: 103340                                | Kirchengasse 1 Standort KG: Haus    | Der langgestreckte Zehentspeicher der Pfarre Haus wurde 1490 oberhalb der Kirche erbaut, 1616 durch einen Erker erweitert und mit Sgraffitos verziert. Das Museum wurde als Dekanatsmuseum 1964 gegründet und ist seit 1977/78 im ehemaligen Zehentspeicher untergebracht. Im Museum sind kultur- und kirchengeschichtlichen Sammlungen untergebracht, ein wesentlicher Teil widmet sich der Geschichte des oberen Ennstals, die von Reformation, Gegenreformation und Geheimprotestantismus geprägt war. | BDA-Hist.: Q37727583 Status: § 2a Stand der BDA-Liste: 2025-06-30 Name: Ehem. Zehentspeicher, Museum GstNr.: .55/4 Zehentspeicher Museum Haus                                                  |
| ja   | Datei hochladen | Pfarrhof HERIS-ID: 51514 Objekt-ID: 57184                                                     | Kirchengasse 1 Standort KG: Haus    | Der Pfarrhof stammt im Kern aus dem 16. Jahrhundert, wurde aber nach dem Brand von 1750 erneuert. Das Bauwerk ist dreigeschoßig mit Walmdach. Über dem Bogen der Hofeinfahrt befindet sich der mit 1612 datierte Wappenstein des Pfarrers Jodok Zeller. Das sogenannte Bischofszimmer trägt Rokokostuck aus dem 3. Viertel des 18. Jahrhunderts. | BDA-Hist.: Q38045589 Status: § 2a Stand der BDA-Liste: 2025-06-30 Name: Pfarrhof GstNr.: .55/1 Pfarrhof Haus im Ennstal                                                                        |
| ja   | Datei hochladen | Mesnerhaus, ehem. Schulhaus HERIS-ID: 37178 Objekt-ID: 36258                                  | Kirchengasse 52 Standort KG: Haus   | Das ehemalige Schul- und Mesnerhaus ist in Holzbauweise mit einem flachgeneigten, breiten Dach errichtet worden. Die mittlere Firstpfette ist mit 1754 bezeichnet. | BDA-Hist.: Q37974380 Status: Bescheid Stand der BDA-Liste: 2025-06-30 Name: Mesnerhaus, ehem. Schulhaus GstNr.: .30 Mesnerhaus, Haus                                                           |
| ja   | Datei hochladen | Bürgerhaus, sog. Tatschl, Hoferhaus HERIS-ID: 37176 Objekt-ID: 36256                          | Marktstraße 40 Standort KG: Haus    | Das Hoferhaus ist ein biedermeierliches ehemaliges Gartenhaus, das durch seine besondere Architekturgliederung und eine aus dem frühen 19. Jahrhundert stammende Garteneinfriedung bemerkenswert ist. | BDA-Hist.: Q37974358 Status: Bescheid Stand der BDA-Liste: 2025-06-30 Name: Bürgerhaus, sog. Tatschl, Hoferhaus GstNr.: .15/1                                                                  |
| ja   | Datei hochladen | Bürgerhaus, sog. Schnöllerhaus HERIS-ID: 37177 Objekt-ID: 36257                               | Marktstraße 46 Standort KG: Haus    | Über dem Portal ein Christusbild in einem Stuckrahmen. | BDA-Hist.: Q37974369 Status: Bescheid Stand der BDA-Liste: 2025-06-30 Name: Bürgerhaus, sog. Schnöllerhaus GstNr.: .23                                                                         |
| ja   | Datei hochladen | Ehem. Schloss HERIS-ID: 51512 Objekt-ID: 57182                                                | Schloßplatz 48 Standort KG: Haus    | Das Gebäude stammt im Kern aus dem 16. Jahrhundert und diente bis 1803 als Amtshaus der Pfleger des Erzbistums Salzburg. Die Fassade wurde stark erneuert, an der Nordseite ist das Wappen des Erzbischofs Hieronymus Graf Colloredo von Wallsee angebracht. | BDA-Hist.: Q38045563 Status: § 2a Stand der BDA-Liste: 2025-06-30 Name: Ehem. Schloss GstNr.: 75                                                                                               |
| ja   | Datei hochladen | Ehem. Getreidekasten, heute Bücherei HERIS-ID: 88750 Objekt-ID: 103334                        | Schloßplatz 189 Standort KG: Haus   | Der ehemalige Getreidespeicher stammt aus dem 17. Jahrhundert. An der Giebelseite soll sich ein Fresko mit dem Wappen des Erzbischofs Andreas von Dietrichstein befinden. Neben der Bücherei ist seit 1999 das Wintersportmuseum im Gebäude untergebracht. | BDA-Hist.: Q37727536 Status: § 2a Stand der BDA-Liste: 2025-06-30 Name: Ehem. Getreidekasten, heute Bücherei GstNr.: .24/2                                                                     |
| ja   | Datei hochladen | Kath. Filialkirche hl. Margaretha und ehem. Friedhofsfläche HERIS-ID: 88744 Objekt-ID: 103328 | Oberhaus 61 Standort KG: Oberhaus   | | BDA-Hist.: Q37727518 Status: § 2a Stand der BDA-Liste: 2025-06-30 Name: Kath. Filialkirche hl. Margaretha und ehem. Friedhofsfläche GstNr.: .1, 35 Kath. Filialkirche hl. Margaretha, Oberhaus |